# Loïs van Vliet
Loïs van Vliet (Made, 15 augustus 2005) is een Nederlandse handbalster die uitkomt voor het Duitse TuS Metzingen.

## Biografie

### Clubcarrière
Van Vliet kwam in haar jeugdjaren uit voor HV Internos.  Vanuit deze club maakte ze de overstap naar eredivisionist VOC Amsterdam. In 2023 werd de buitenspeelster kampioen met VOC Amsterdam.  Van Vliet liet in 2024 Nederland achter zich voor een overstap naar TuS Metzingen uitkomend in de Bundesliga.

### Interlandcarrière
Met Nederland -17 nam Van Vliet deel aan het EHF -17 kampioenschap. Hieraan namen landen deel die zich niet wisten te plaatsen voor het EK -17. Mede door 14 doelpunten van Van Vliet in de finale wist Nederland het toernooi te winnen. Een jaar later nam ze met Nederland -18 mee aan het WK -18, waar ze de vierde plaats wist te behalen. Daarnaast maakte ze op het EK -19 in Roemenië deel uit van de Nederlandse selectie, maar op dit eindtoernooi wisten Van Vliet en haar leeftijdsgenoten niet voorbij de groepsfase te geraken. Op het WK -20 in Skopje, Noord-Macedonië had ze meer succes en wist ze met haar land een bronzen medaille te winnen.
Van Vliet maakte haar debuut voor het seniorenteam van Nederland op 7 april 2023 in een vriendschappelijke wedstrijd tegen Zweden. In 2023 werd ze door bondscoach Per Johansson als enige speelster uit de Nederlandse eredivisie opgenomen in de selectie voor het WK handbal 2023. In twee wedstrijden op dit WK maakte ze haar opwachting en daarin wist Van Vliet vijf doelpunten te maken. In 2024 werd Van Vliet opgenomen op de reservelijst voor de selectie van de Nederlandse handbalploeg op de Olympische Zomerspelen.

## Onderscheidingen
- - EK handbal -20 (2024)